# إفرايم كيشون
إفرايم كيشون (بالعبرية: אפרים קישון) (23 أغسطس 1924 في بودابست في المجر – 29 يناير 2005 في سويسرا) هو مؤلف وكاتب مسرحي وكاتب سيناريو ومخرج أفلام إسرائيلي مجري.
تم ترشيحه للفوز سابقاً بجائزة الأوسكار لأفضل مخرج. وكان أحد أهم فناني السخرية المعاصرين في العالم.

## حياته
ولد إفرايم كيشون في 23 أغسطس 1924 باسم فيرينك هوفمان، في عائلة يهودية من الطبقة المتوسطة في بودابست في المجر. لم يكن يعرف في شبابه لا اللغة العبرية أو اللغة اليديشية. عمل أبوه مديرا لبنك وأمه سكرتيرة. وكانت له أخت تعمل كاتبة أيضا.
موهبته في الكتابة برزت منذ أيام شبابه. وفاز في عام 1940 بأول جائزة لكتابة رواية لطلاب المدرسة الثانوية. وبسبب القوانين الراديكالية في المجر خلال الحرب العالمية الثانية، لم يسمح له بالالتحاق بالجامعة ولذلك بدأ تعلم صناعة المجوهرات في عام 1942.
اعتقله النازيون في الحرب العالمية الثانية في عدة معسكرات اعتقال. وساعدته موهبته في الشطرنج على النجاة في أحد المعسكرات، حين كان يلعب الشطرنج مع سجانيه. وفي معسكر آخر كان الألمان يصفون المساجين في صفوف ويطلقون النار على كل عاشر في الترتيب ونجا هو من ذلك. ولاحقا كتب في كتابه «كبش الفداء»: «لقد ارتكبوا خطأ.. تركوا كاتبا ساخرا يعيش». واستطاع بعد ذلك أن يهرب من معسكر الاعتقال أثناء نقله إلى معسكر إعدام سوبيبور في بولندا الخاضعة للاحتلال النازي، واختفى بقية الحرب متنكرا باسم «ستانكو أندراس» وهو عامل سلوفاكي.
وبعد الحرب عاد إلى بودابست واكتشف أن والديه وأخته نجوا، لكن العديد من أفراد العائلة الآخرين قُتلوا في غرف الغاز في أوشفيتس.
وفي عام 1945 غير اسمه الأخير من هوفمان إلى كيشونت وعاد إلى المجر، حيث واصل الدراسة والكتابة. وفي عام 1948 أنهى دراساته في النحت المعندي والتاريخ، وبدأ نشر مقالاته الفكاهية تحت اسم فرانز كيشونت.
في عام 1949 هاجر إلى إسرائيل التي أسست حديثا، مع أول زوجة له وهي إيفا (تشاوا) كلامر، هربا من النظام الشيوعي. وحين وصل إلى إسرائيل غير موظف هجرة اسمه للغة العبرية ليصبح «إفرايم كيشون». ووفق كيشون، سأله موظف الوكالة اليهودية عن اسمه وحين أجاب «فيرينك» قال الموظف: لا يوجد شيء كهذا، وكتب اسم «إفرايم»، وبعد ذلك ذهب في طريقه وعبرن اسم عائلته أيضا، وكان كيشون نهراً قرب حيفا، المدينة الإسرائيلية على جبل الكرمل.
زواجه الأول من إيفا (تشاوا) كلامر في عام 1946 انتهى بالطلاق. وفي عام 1959 تزوج سارة (المولودة باسم ليبوفيتز) والتي ماتت عام 2002. وفي عام 2003 تزوج الكاتبة النمساوية ليزا ويتاسيك. أنجب كيشون ثلاثة أطفال: رفائيل (ولد عام 1957) وأمير (ولد 1963) ورينانا (ولد 1968).
في عام 1981 أنشأ كيشون بيتا ثانيا في كانتون أبينزيل السويسري، بعد الشعور بعدم التقدير في إسرائيل، لكنه بقي صهيونيا مخلصا.
مات كيشون في 29 يناير 2005 في منزله في سويسرا في عمر 80 سنة بأزمة قلبية. نقل جثمانه بالطائرة إلى إسرائيل ودفن في مقبرة ترامبلدور في تل أبيب.
كان يشعر ككاتب بالمعاملة السلبية من وسائل الإعلام الإسرائيلي، بسبب حقيقة أنه يتبنى وجهات اليمين في آرائه السياسية.

## المهنة الأدبية
عاش كيشون في البداية في «شاعار هاعالياه» وهو مخيم مؤقت قرب حيفا، ثم انتقل إلى كيبوتز «كفار هاهوريش»، والتي عمل فيه ممرضا بجانب تعلم اللغة العبرية خلال وقت فراغه بمساعدة جاره يوزف بيليتزر. وخلال تلك الفترة كتب العديد من المقالات الفكاهية لصحيفة «أوج كيليت» المجرية. ثم انتقل إلى مشروع سكني. ودرس العبرية في أولبان أوتيزن في القدس، وبعدها أتقن اللغة العبرية. لكنه لم يتخلص من لهجته المجرية طوال حياته.
وبإتقان اللغة العبرية بهذه السرعة الملحوظة، بدأ كيشون عام 1951 بكتابة مقال ساخر في صحيفة «عومير» اليومية الناطقة بالعبرية، بعد سنتين فقط من هجرته إلى إسرائيل. لاحقا بدأ كيشون في الكتابة في صحيفة «دافار» (التي كانت مؤثرة وقتها) ونشر فيها قصة ساخرة بعنوان «قناة بلاوميلش».
وفي نفس العام نشر أول كتبه في إسرائيل بعنوان «ها أولي ها يوريج لي تشايينو» (المهاجر المزعج)، وهي كلمة ساخرة في اللغة العبرية معناها المهاجر، وكتب باللغة المجرية وترجمه أفيغدور ميري إلى اللغة العبرية. وكان في معظمه حول تجارب المهاجرين الجدد في إسرائيل خلال الخمسينات.
وفي عام 1952 بدأ كيشون كتابة مقال ساخر بانتظام تحت اسم «هاد غاديا» (ومعناها معزة واحدة صغيرة باللغة الآرامية)، في صحيفة «معاريف» اليومية العبرية. استمر كيشون في كتابة المقال لمدة ثلاثين سنة، وكان ينشره بشكل يومي في العشرين سنة الأولى.
وفي غضون سنوات قليلة بعد إطلاق مهنته ككاتب في إسرائيل أصبح كيشون واحد من أبرز الكتاب الساخرين في البلد.
قدرة كيشون اللغوية الابتكارية الخارقة للعادة وشغفه بابتكار الشخصيات برز أيضا في كتاباته المسرحية. وظهرت مجموعات من الكتابات الساخرة في اللغة العبرية وفي الترجمات. وبين الترجمات باللغة الإنجليزية كان «انظري خلفك يا سيدة لوت» 1960، «فلك نوح، فئة السياح» 1962، «الحوت المصاب بدوار البحر» 1965، واثنين من كتبه عن حرب الستة أيام وآثارها وهما «آسفون جدا لقد فزنا» 1967 و«الويل للمنتصرين» 1969.
نشرت مجموعتان من مسرحياته باللغة العبرية: «شيمو هوليخ ليفاناف» 1953، «ما عارخونيم» 1959.
ترجمت كتب كيشون إلى حوالي 37 لغة، وكانت تباع بشكل جيد في ألمانيا. رفض كيشون فكرة الذنب العالمي للهولوكوست. وقال: «يرضيني للغاية أن أرى أحفاد جلاديّ يصطفون لشراء كتبي».
وكان فريدريش توربرغ يترجم أعماله إلى اللغة الألمانية حتى موته في عام 1979، ثم كان كيشون يترجمها بنفسه إلى اللغة الألمانية.

## أعماله

### كتبه
- ها أولي ها يوريد لي تشايينو – 1951

- ألف غاديا وغاديا – 1954

- عين كامونيم – 1955

- لا تقلق – 1957

- قطع وصفية – 1958

- بي إيتشاد ها إيميشيم – 1961

- هو وهي – 1963

- سومرسولتز – 1964

- عظمة في الحلق – 1966

- آسفون جدا لقد فزنا – 1967 (مع رسوم دوش)

- غومزيم غومزيم – 1969

- لأجل – 1970

- أوه، فائزون – 1970

- قسم إفرايم كيشون – 1972

- ثقب في الشاشة – 1973

- بارتاخيا حبي – 1974

- عائلتي الصحيحة أم الخطأ – 1977

- قحط الابتسام – 1978

- كتاب العائلة – 1980 وبعدها

- رحلة جوناثان – 1981 (كتاب أطفال)

- الفنجان ملكنا – 1981 (كتاب أطفال)

- أعمام على الأسلاك – 1981 (كتاب أطفال)

- مغامرة غير مكتملة – 1981 (كتاب أطفال)

- علكة مخططة – 1981

- سبع كوميديات – 1981

- كتب السخرية الأول – 1981

- أربنكيا – 1991

- كتاب السخرية الثاني – 1991

- كتاب السخرية الثالث – 1992

- 58 قطع وصفية – 1995

- حرب النمل – 1995 (كتاب أطفال)

- هركليز والأقزام السبعة – 1995 (كتاب أطفال)

- ترويض كليب شرو – 1995 (كتاب أطفال)

- مشعر، الجحيم – 1998

- بروتوكول الدولة – 1999

- ذات الشعر الأحمر مع المفتاح – 2002 (كتاب أطفال)

- كتاب الأسفار – 2003

- بارتاخيا – 2004

- انتقام بيكاسو الحلو – 2004

### مسرحياته
- سمعته تسبقه – 1953

- أسود على أبيض – 1857

- هاكيتوباه – 1959

- لا كلمة لمورغنشتاين – 1960

- أخرج القابس – 1968

- أوه أوه جوليت – 1972

- صلاح شباتي – مسرحية موسيقية 1988

- مفتوح للتجديد – 2004 (لم تعرض)

- الشرطي – 2009

وقد عرضت اسكتشاته ومسرحياته باللغة الأصلية ومترجمة على مسارح وشبكات تلفاز حول العالم.

## أفلامه
بدأ كيشون العمل في السينما في الستينات. وكتب وأخرج وأنتج خمسة أفلام روائية (كلهم أفلام كوميدية وساخرة). ورشحت ثلاثة أفلام لجوائز عالمية كبرى (جائزة الغولدن غلوب). ورشحت اثنان منهم لجائزة الأوسكار:
- صلاح شباتي (1964) – رشحت لجائزة الأوسكار لأفضل فيلم أجنبي[15] – وهو فيلم إسرائيلي عن فوضى الهجرة والمستوطنات الإسرائيلية. ووضع ذلك الفيلم الساخر المخرج إفرايم كيشون بين أفضل صناع الأفلام الإسرائيلية الذين يحققون نجاحا عالميا. كما كان سببا في شهرة الممثل حاييم توبول عالميا (ومن أبرز أفلامه «عازف كمان على السطح»).

- إيرفنكا (1967) – كتبه وأخرجه كيشون. وهو من بطولة توبول، ويتناول قصة كوميدية عن رجل يقع في حب شرطية.

- ها شوتير أزولاي (الشرطي أزولاي) – المعروف باسم الشرطي.[16] (1971) ورشح لجائزة الأوسكار لأفضل فيلم أجنبي،[17] وحاز على جائزة الغولدن غلوب لأفضل أجنبي عام 1972. وفاز بالعديد من الجوائز، مثل جائزة أفضل فيلم أجنبي في مهرجان برشلونة السينمائي، وجائزة أفضل مخرج في مهرجان مونت كارلو السينمائي. ويعتبر في إسرائيل من كلاسيكيات السينما.

- الثعلب في حظيرة الدجاج (1978) – مقتبس من كتاب كيشون الساخر بنفس الاسم، ومثل فيه العديد من الممثلين الإسرائيليين البارزين في ذلك الوقت، منهم شايكه عوفير وسيفي ريفلين. ويلقي الفيلم نظرة ساخرة وكوميدية على الجيل القديم من السياسيين الإسرائيليين.

## جوائز
- جائزة نورداو للأدب – 1953

- جائزة سوكولوف للصحافة – 1958

- جائزة كينور ديفيد – 1964

- جائزة بياليك للأدب – 1998 (بالاشتراك مع نوريت غوفرين وأرييه سيفان).[18]

- جائزة إسرائيل لإنجاز العمر والإسهام الخاص لمجتمع ودولة إسرائيل[19][20] – 2002 – وقد صرح بعد فوزه بالجائزة: «لقد فزت بجائزة إسرائيل، ورغم ذلك أنا مؤيد لإسرائيل. إنها تشبه عفوا من الدولة. فهم عادة يمنحونها لهؤلاء الليبراليين الذين يحبون الفلسطينيين ويكرهون المستوطنين».

رشح كيشون مرتين لجائزة الأكاديمية لأفضل فيلم أجنبي، وثلاث مرات لجائزة غولدن غلوب. وفاز بجائزة غولدن غلوب لأفضل فيلم أجنبي عن فيلمي: «صلاح شباتي» 1964 و«الشرطي» 1971.